# Morgan Kneisky
Morgan Kneisky (Besançon, 31 agosto 1987) è un dirigente sportivo, ex pistard e ciclista su strada francese.
Attivo come Under-23/Elite dal 2006 al 2021, su pista è stato campione del mondo dello scratch nel 2009 e dell'americana nel 2013, nel 2015 e nel 2017. Dal 2023 è direttore sportivo del team femminile Lifeplus Wahoo.

## Palmarès

### Pista
- 2009

Campionati del mondo, Scratch
Campionati francesi, Scratch
Campionati francesi, Americana (con Kévin Fouache)
- 2010

Campionati francesi, Corsa a punti
2ª prova Coppa del mondo 2010-2011, Scratch (Cali)
- 2011

Sei giorni di Grenoble (con Iljo Keisse)
- 2013

Campionati francesi, Americana (con Julien Duval)
Campionati del mondo, Americana (con Vivien Brisse)
Quattro giorni di Grenoble (con Vivien Brisse)
- 2014

Track Cycling Challenge, Americana (Grenchen, con Thomas Boudat)
- 2015

Campionati del mondo, Americana (con Bryan Coquard)
Belgian Open, Americana (Gand, con Thomas Boudat)
Cambridge Grand Prix, Americana (Cambridge, con Benjamin Thomas)
- 2017

Campionati del mondo, Americana (con Benjamin Thomas)
Sei giorni delle Rose, Americana (con Benjamin Thomas)
Sei giorni delle Rose (con Benjamin Thomas)
- 2019

Tre sere di Pordenone, Americana (con Benjamin Thomas)
Grand Prix Mesta Prešov, Scratch (Prešov)
Quattro giorni di Ginevra, Americana (con Kévin Vauquelin)
Quattro giorni di Ginevra (con Kévin Vauquelin)

### Strada
- 2005

2ª tappa Tour de Lorraine (Piennes > Commercy)
- 2008

1ª tappa Tour de Moselle (Zoufftgen > Zoufftgen)
Classifica generale Tour de Moselle
- 2012

3ª tappa Boucles de la Mayenne (Montsûrs > Laval)

## Piazzamenti

### Competizioni mondiali
- Campionati del mondo su pista

Pruszków 2009 - Corsa a punti: 13º
Pruszków 2009 - Scratch: vincitore
Pruszków 2009 - Americana: 16º
Ballerup 2010 - Scratch: 9º
Ballerup 2010 - Americana: 2º
Apeldoorn 2011 - Scratch: 3º
Apeldoorn 2011 - Corsa a punti: 3º
Apeldoorn 2011 - Americana: 4º
Minsk 2013 - Scratch: 6º
Minsk 2013 - Americana: vincitore
Saint-Quentin-en-Yvelines 2015 - Scratch: 8º
Saint-Quentin-en-Yvelines 2015 - Americana: vincitore
Londra 2016 - Scratch: 16º
Londra 2016 - Americana: 2º
Hong Kong 2017 - Corsa a punti: 6º
Hong Kong 2017 - Scratch: 6º
Hong Kong 2017 - Americana: vincitore
Apeldoorn 2018 - Corsa a punti: 12º
Apeldoorn 2018 - Americana: 7º
Roubaix 2021 - Americana: 5º

### Competizioni continentali
- Campionati europei su pista

Apeldoorn 2011 - Americana: 3º
Baie-Mahault 2014 - Scratch: 8º
Baie-Mahault 2014 - Corsa a punti: 7º
Baie-Mahault 2014 - Americana: 3º
Grenchen 2015 - Americana: 3º
St. Quentin-en-Yvelines 2016 - Scratch: 8º
St. Quentin-en-Yvelines 2016 - Corsa a eliminazione: 4º
St. Quentin-en-Yvelines 2016 - Americana: 2º
Glasgow 2018 - Americana: 5º
Apeldoorn 2019 - Americana: 4º
Grenchen 2021 - Scratch: 11º
Grenchen 2021 - Americana: 6º